# 下格拉特
下格拉特（德語：Niederglatt）是瑞士联邦苏黎世州迪尔斯多夫区的市镇。该市镇面积为3.60平方千米，海拔高度411米，2018年12月31日人口数为4,954。

## 地名
此地毗邻上格拉特，故应译作“下格拉特”，《世界地名翻译大辞典》中却误将其纯音译作“尼德格拉特”。

## 外部連結
- 下格拉特官方网站（页面存档备份，存于） （德文）

1. ↑   [瑞士联邦2018年按国籍、性别和市镇划分的常住人口统计表]. 瑞士联邦统计署. 2019-04-09  [2019-11-17]. （原始内容存档于2019-04-11） （德语）.